# 25021 Nischaykumar
25021 Nischaykumar è un asteroide della fascia principale. Scoperto nel 1998, presenta un'orbita caratterizzata da un semiasse maggiore pari a 2,3172518 UA e da un'eccentricità di 0,1013882, inclinata di 3,78350° rispetto all'eclittica.